# Campionato mondiale femminile di pallacanestro Under-19 2013
Il 10º Campionato mondiale femminile di pallacanestro Under-19 (noto anche come 2013 FIBA Under-19 World Championship for Women, in lituano 2013 m. FIBA iki 19 metų pasaulio moterų čempionatas) si è svolto in Lituania nelle città di Klaipėda e Panevėžys, dal 18 al 28 luglio 2013.

## Classifica finale
| Campione del Mondo | Campione del Mondo | Campione del Mondo |
| --- | ------------------ | --- |
| Stati Uniti under 194 Jefferson, 5 Jones, 6 Harper, 7 Plum, 8 Green, 9 Turner, 10 Stewart, 11 Coffey, 12 Tuck, 13 Graves, 14 Wilson, 15 Agee, All. Katie Meier |                    | |
| Argento | Francia            | Francia under 194 Paget, 5 Badiane, 6 Turčinović, 7 Époupa, 8 Touré, 9 Lithard, 10 Marsac, 11 Ayayi, 12 Djaldi-Tabdi, 13 Fagnez, 14 Gaye, 15 Sissoko, All. Jérôme Fournier                                                    |
| Bronzo | Australia          | Australia under 194 Mangakahia, 5 Panousis, 6 Wilson, 7 Talbot, 8 Brown, 9 Froling, 10 Scherf, 11 Mijović, 12 Tupaea, 13 Samuels, 14 Garbin, 15 Penn, All. Cheryl Chambers                                                    |
| 4. | Spagna             | Spagna under 194 Romero, 5 Ndour, 6 Rodríguez, 7 de Alfredo, 8 Roldán, 9 Garí, 10 Montoliu, 11 Arrojo, 12 Pujol, 13 Faussurier, 14 Soler, 15 Lázaro, All. Carlos Colinas                                                      |
| 5. | Cina               | Cina under 194 Xu, 5 Yang L., 6 Zhang W., 7 Zhang J., 8 Gong, 9 Li, 10 Huang Z., 11 Huang S., 12 Hu, 13 Qiang, 14 Yang H., 15 Zhang L., All. Li Xin                                                                           |
| 6. | Brasile            | Brasile under 194 Iza Sangalli, 5 Alana, 6 Carlinha, 7 Sassá, 8 Estela Gregório, 9 Alana, 10 Carol, 11 Maria Carolina, 12 Maria Claudia, 13 Ramona, 14 Leticia, 15 Martha, All. Janeth Arcain                                 |
| 7. | Canada             | Canada under 194 Marois, 5 Davis, 6 Hill, 7 Colley, 8 Provo, 9 Dornstauder, 10 Weisner, 11 Cooper, 12 Potter, 13 Halvorson, 14 Wolfram, 15 Grant-Allen, All. Scott Edwards                                                    |
| 8. | Giappone           | Giappone under 194 Fujioka, 5 Hayasaka, 6 Kitamura, 7 Tamura, 8 Kuma, 9 Kato, 10 Kawakami, 11 Kawamura, 12 Masuoka, 13 Nakamura, 14 Hatakenaka, 15 Nishioka, All. Tatsushi Isshiki                                            |
| 9. | Russia             | Russia under 194 Safonova, 5 Novikova, 6 Griškevič, 7 Čajkovskaja, 8 Bjazrova, 9 Levčenko, 10 Ščetina, 11 Fedorova, 12 Raževa, 13 Syč, 14 Gladkova, 15 Marčenkova, All. Elena Šul'ženko                                       |
| 10. | Paesi Bassi        | Paesi Bassi under 194 Zappeij, 5 Cornelius, 6 van Veen, 7 Guijt, 8 Vos, 9 Fokke, 10 de Jonge, 11 Slim, 12 Treffers, 13 van Kleef, 14 Hof, 15 Heerschop, All. Remy de Wit                                                      |
| 11. | Serbia             | Serbia under 194 Bosnjak, 5 Crvendakić, 6 Vidaković, 7 Kovačević, 8 Stepanović, 9 Topuzović, 10 Stanaćev, 11 Vučković, 12 Janković, 13 Mandić, 14 Ćirić, 15 Bošković, All. Zoran Kovačić                                      |
| 12. | Lituania           | Lituania under 194 Kraujūnaitė, 5 Širšinaitytė, 6 Dobrovolskytė, 7 Vitunskaitė, 8 Mauraitė, 9 Tamašauskaitė, 10 Želnytė, 11 Kazlauskaitė, 12 Mizgerytė, 13 Belickaitė, 14 Matuzonytė, 15 Šarauskaitė, All. Diljara Velišajeva |
| 13. | Corea del Sud      | Corea del Sud under 194 Sin, 5 Lee S., 6 Kim S., 7 Kim I., 8 Gu, 9 Yu, 10 Kim M., 11 Kim H., 12 Lee M., 13 Choe, 14 Park H., 15 Park J., All. No Wan-gi                                                                       |
| 14. | Argentina          | Argentina under 194 Sancisi, 5 Martínez, 6 Llorente, 7 García León, 8 J. Armesto, 9 M. Armesto, 10 Ale, 11 Jourdheuil, 12 Chelini, 13 Marchizotti, 14 Aispurúa, 15 Ledesma, All. -                                            |
| 15. | Mali               | Mali under 194 Kanouté, 5 H. Traoré, 6 Koné, 7 M. Maïga, 8 Koné, 9 S. Camara, 10 Guindo, 11 Touré, 12 M. Camara, 13 A. Traoré, 14 Dembelé, 15 Dakouo, All. Mohamed Maïga                                                      |
| 16. | Senegal            | Senegal under 194 Fall, 5 N. Ndao, 6 Dieme, 7 Aï. Ndiaye, 8 Diagne, 9 C. Ndao, 10 Ba, 11 Silla, 12 Kebe, 13 Ad. Ndiaye, 14 Sy, 15 Diallo, All. Samba Gaye                                                                     |